# Espada com banana

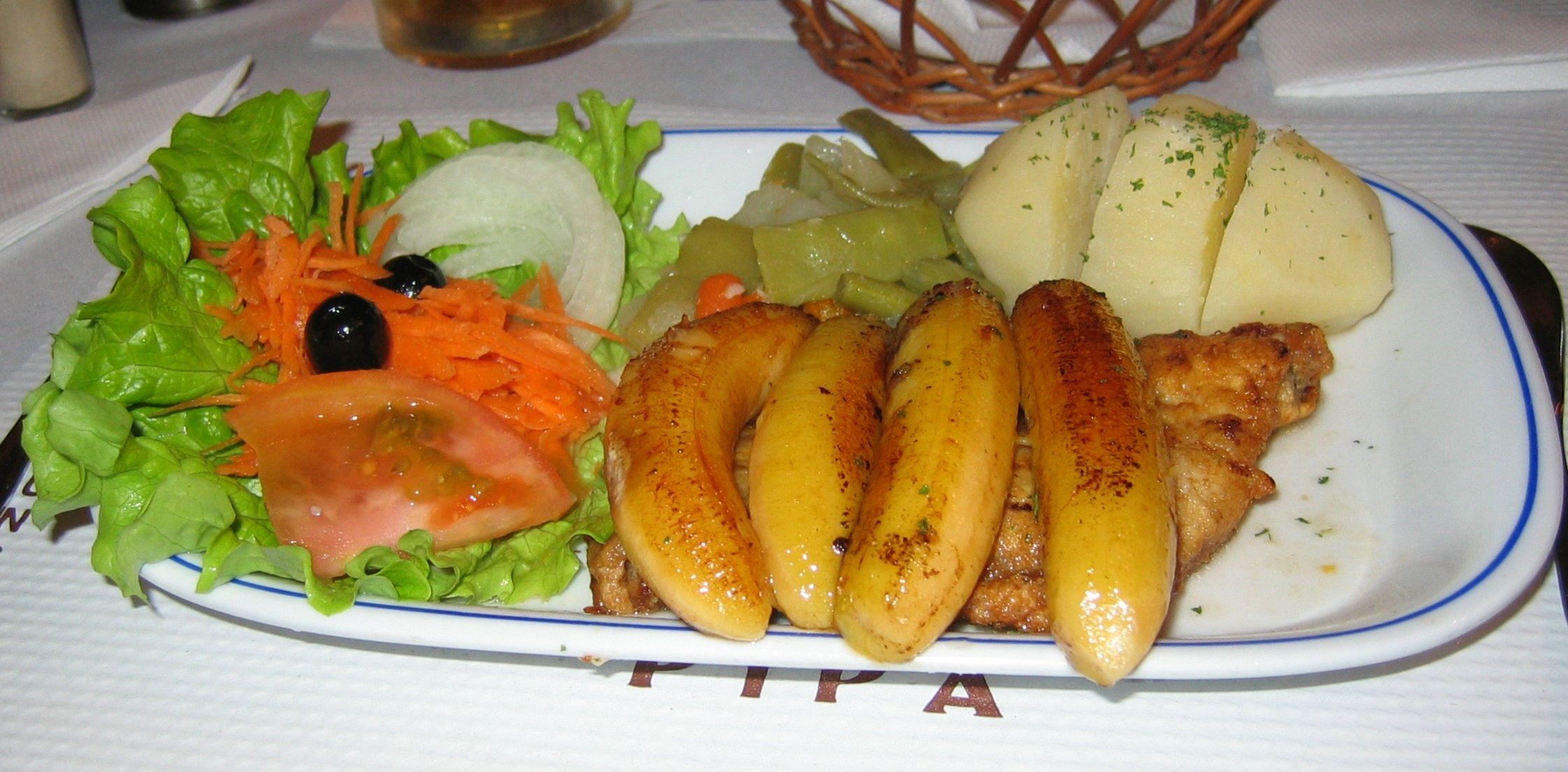
Espada com banana

A espada com banana é um prato tradicional do arquipélago da Madeira. Tal como o nome sugere, é preparado com peixe-espada-preto e banana.

## Confeção do prato
O peixe-espada-preto é cortado em filetes e temperado com limão, sal, pimenta e alho. Em seguida, é frito em óleo bem quente, envolvido em polme ou panado. As bananas são fritas abertas ao meio, sendo comum serem fritas na mesma frigideira que o peixe e até no mesmo óleo.
Pode ser servido com batatas cozidas salteadas e salada ou esparregado.